# Laura Brown
Laura Brown, född den 27 november 1986 i Calgary, är en kanadensisk tävlingscyklist.
Hon tog OS-brons i lagförföljelse i samband med de olympiska tävlingarna i cykelsport 2016 i Rio de Janeiro..